# Diamant modeste
Aidemosyne modesta
Genre
Espèce
Répartition géographique
Statut de conservation UICN

 LC  : Préoccupation mineure
Le Diamant modeste (Aidemosyne modesta) est une espèce d'oiseaux appartenant à la famille des Estrildidae.

## Description

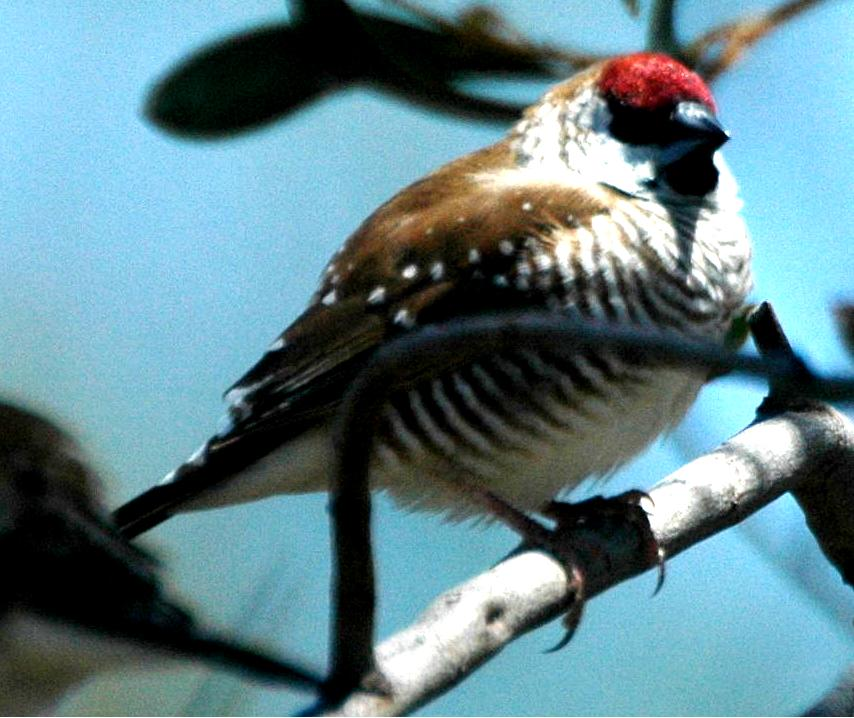
Diamant modeste

## Variétés domestiques
Seul un individu de variété brune ou isabelle, issu d'élevage, est considéré comme étant un animal domestique en droit français. Les autres formes de cet oiseau relèvent donc de la législation concernant les animaux sauvages.